# Kumaryny

Kumaryna

Kumaryny – grupa organicznych związków chemicznych będących pochodnymi kumaryny. Niektóre kumaryny są związkami biologicznie czynnymi.
Pod względem budowy kumaryny dzieli się na:
- kumaryny właściwe
- furanokumaryny
- piranokumaryny.

Kumaryny występują w przyrodzie jako glikozydy, często jednak  pod wpływem enzymów zawartych w  suszonych surowcach dochodzi do ich hydrolizy. Rozpuszczalności kumaryn w wodzie jest różna, uzależniona od budowy chemicznej, za to ich glikozydy są z reguły dobrze rozpuszczalne w wodzie. Roztwory kumaryn, z wyjątkiem niepodstawionej kumaryny, charakteryzują się zdolnością do fluorescencji.
W grudniu 2010 roku amerykańska Agencja Żywności i Leków nie zgodziła się na import produkowanej w Polsce wódki marki „Żubrówka” ze względu na obecność kumaryn wykazujących właściwości antykoagulacyjne (utrudnianie krzepnięcia krwi).